# Katoliška teološka fakulteta v Münchnu
Katoliška teološka fakulteta v Münchnu (nemško Katholisch-Theologische Fakultät) je fakulteta, ki deluje v okviru Univerze v Münchnu in je bila ustanovljena leta 1472.
Trenutni dekan je Konrad Hilpert.